# Sierra de la Culebrina
El Macizo de Culebrina es una sierra situada en la Región de Murcia, en las Tierras Altas de Lorca, pertenece a las Cordilleras Béticas, domina el pantano de Valdeinfierno y el río Luchena, una de sus rutas de senderismo más populares.
El relieve de la sierra de Culebrina tiene en su flora clásicas formaciones arbóreas de pinares, chaparros y álamos. El bosque bajo es el clásico mediterráneo, abundando el romero, la coscoja, el tomillar y una especie propia de montañas altas, el muérdago.
La fauna de Culebrina es variada y propia de zonas agrestes con especímenes muy valorados por los cazadores. Jabalíes, gatos monteses y ejemplares de cabras hispánicas, además de águilas perdiceras, búhos reales y halcones peregrinos son ejemplos destacados de ella, a los que hay que añadir los buitres leonados que se pueden avistar en los cañones del río Luchena.
- Datos: Q6127923